# 李榮春
李榮春（1914年—1994年1月31日），宜蘭縣頭城鎮人，臺灣小說家，曾經創作《祖國與同胞》作品。

## 生平
李榮春1914年出生於宜蘭廳頭城，15歲畢業於頭城公學校。隔年他進入私塾學習漢文並且自修學習英文和日文，20歲開始對於文學創作產生興趣。1938年時，當時25歲的李榮春與1,000多名臺灣青年加入台灣農業義勇團，前往中國大陸開闢軍用農場。後來李榮春先後轉往上海市、南京市、安徽省壽縣等地，一直到1946年才返回臺灣投入文學創作。之後李榮春除了在《公論報》以及蘇澳火力發電廠短期任職外，便主要從事文學創作工作並且寫下將近300萬字的作品。而在1950年代時，他與陳火泉、廖清秀、鍾肇政、鍾理和、施翠峰、許炳成等熱心文學創作的臺籍作家組成《文友通訊》。除了曾經以臺灣觀點撰寫著名的反共文學作品《祖國與同胞》之外，他還陸續寫過《海角歸人》、《洋樓芳夢》、《衛神父》、《李家老四》、《懷母》等小說。1994年1月31日李榮春因中風過世，享年81歲。

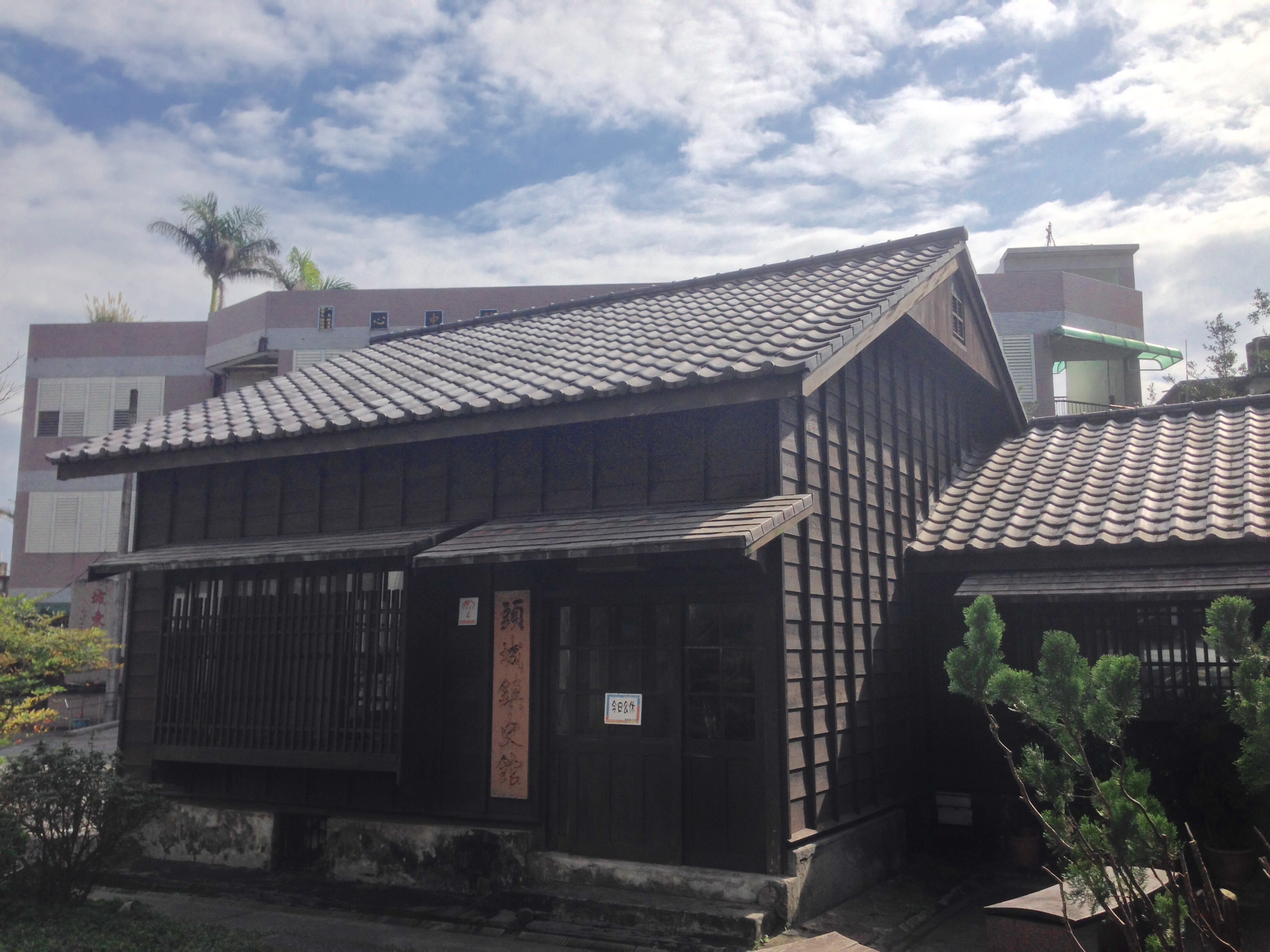
李榮春文學館

## 著作
- 彭瑞金主編：《祖國與同胞》上、下（台中：晨星出版有限公司，2002）
- 彭瑞金主編：《海角歸人》（台中：晨星出版有限公司，2002）
- 彭瑞金主編：《鄉愁》（台中：晨星出版有限公司，2002）
- 彭瑞金主編：《洋樓芳夢》（台中：晨星出版有限公司，2002）
- 彭瑞金主編：《八十大壽》上、下（台中：晨星出版有限公司，2002）
- 彭瑞金主編：《懷母》（台中：晨星出版有限公司，2002）
- 彭瑞金主編：《和平街》（台中：晨星出版有限公司，2002）
- 彭瑞金主編，李鏡明整理：《李榮春的文學世界》（台中：晨星出版有限公司，2002）

## 外部連結
- 李榮春 （页面存档备份，存于）
- 李榮春的文學世界 （页面存档备份，存于）
- 李榮春文學館（facebook）
- YouTube上的長河落日遠－李榮春孤寂、壯麗的文學之美